# Адміністративний устрій Доманівського району
Адміністративний устрій Доманівського району — адміністративно-територіальний поділ Доманівського району Миколаївської області на 1 селищну та 13 сільських рад, які об'єднують 62 населені пункти та підпорядковані Доманівській районній раді. Адміністративний центр — смт Доманівка.

## Список радДоманівського району
| №  | Назва                         | Центр                 | Населені пункти                                                                                              | Площа км² | Місце за площею | Населення (2001), чол. | Місце за населенням | Розташування |
| -- | ----------------------------- | --------------------- | --- | --------- | --------------- | ---------------------- | ------------------- | ------------ |
| 1  | Доманівська селищна рада      | смт Доманівка         | смт Доманівка с. Забари с. Зброшкове с. Казаринське с. Чорталка                                              |           |                 |                        |                     |              |
| 2  | Акмечетська сільська рада     | с. Акмечетські Ставки | с. Акмечетські Ставки с. Жовтневе с. Птиче                                                                   |           |                 |                        |                     |              |
| 3  | Богданівська сільська рада    | с. Богданівка         | с. Богданівка с. Виноградний Сад с. Калинівка с. Куйбишевка с. Мар'ївка с. Петрівка с. Червоний Київ         |           |                 |                        |                     |              |
| 4  | Володимирівська сільська рада | c. Володимирівка      | c. Володимирівка с. Копи с. Новоселівка с. Олександрівка с. Шевченко с. Широкі Криниці                       |           |                 |                        |                     |              |
| 5  | Зеленоярська сільська рада    | c. Зелений Яр         | c. Зелений Яр с. Богданівське с. Вікторівка с. Зелений Гай с. Коштове с. Новолікарське                       |           |                 |                        |                     |              |
| 6  | Козубівська сільська рада     | c. Козубівка          | c. Козубівка с. Горянка с. Новокантакузівка                                                                  |           |                 |                        |                     |              |
| 7  | Маринівська сільська рада     | c. Маринівка          | c. Маринівка с. Антонівка с. Воля с. Довжанка с. Довженки                                                    |           |                 |                        |                     |              |
| 8  | Мостівська сільська рада      | c. Мостове            | c. Мостове с. Веселе с. Дворянка с. Миколаївка с. Першотравнівка с. Червона Поляна с. Чернігівка с. Шевченко |           |                 |                        |                     |              |
| 9  | Олександрівська сільська рада | c. Олександрівка      | c. Олександрівка с. Грибоносове с. Івано-Федорівка                                                           |           |                 |                        |                     |              |
| 10 | Прибузька сільська рада       | c. Прибужжя           | c. Прибужжя с. Анетівка с. Щуцьке                                                                            |           |                 |                        |                     |              |
| 11 | Сухобалківська сільська рада  | c. Суха Балка         | c. Суха Балка с. Іванівка с. Ізбашівка с. Лідіївка                                                           |           |                 |                        |                     |              |
| 12 | Фрунзенська сільська рада     | c. Фрунзе             | c. Фрунзе с. Олександродар с. Сила                                                                           |           |                 |                        |                     |              |
| 13 | Царедарівська сільська рада   | c. Царедарівка        | c. Царедарівка с. Копані                                                                                     |           |                 |                        |                     |              |
| 14 | Щасливська сільська рада      | c. Щасливка           | c. Щасливка с. Володимирівка с. Кузнецове с. Трудолюбівка                                                    |           |                 |                        |                     |              |

* Примітки: м. — місто, с-ще — селище, смт — селище міського типу, с. — село